# Choi Byung-chan
Choi Byung-chan (en hangul: 최병찬; Jeonju, Jeolla del Norte, 12 de noviembre de 1997), también conocido como Byungchan, es un cantante y actor surcoreano. Debutó como miembro del grupo surcoreano Victon en 2016, en el que estuvo hasta 2023.

## Carrera
Después de una etapa de formación en la compañía Plan A Entertainment, entró a formar parte del primer grupo de chicos que creaba aquella, llamado Plan A Boys, y compuesto además por Han Seung-woo, Kang Seung-sik, Heo Chan, Lim Se-jun, Do Han-se y Jung Su-bin. El grupo se dio a conocer en 2016 en un programa de telerrealidad que mostraba la preparación de su debut, Me and the Seven Men's Story, transmitido por Mnet.
En noviembre del mismo año Plan A anunció que el nombre definitivo del grupo sería Victon, y bajo este nombre debutó finalmente Byungchan.
En 2019 participó como concursante en Produce X 101 con actuaciones en los episodios 4, 7 y 10; no alcanzó nunca las diez primeras posiciones, y después tuvo que retirarse a causa de una tendinitis aquílea que le impedía bailar.
En paralelo con su carrera musical dentro de Victon, Choi entró también en el mundo de la ficción televisiva. Debutó en 2020 con el personaje de Yoo-shin, un estudiante de secundaria amigo de la protagonista, en la serie Live on. El trabajo de Choi fue recibido por el público favorablemente.
Al año siguiente esas impresiones positivas se vieron confirmadas con un papel completamente distinto, el de Ga-on, el fiel guadaespaldas de la princesa Lee Hwi (Park Eun-bin) en la serie de época El afecto del rey, que llegó a alcanzar la cuarta posición en la lista global de más vistas en Netflix. Para ese papel Choi se preparó practicando artes marciales.
En enero de 2022 fue presentador del programa M Countdown, coincidiendo con el regreso de Victon tras un año de silencio. Ese mismo año volvería a aparecer en el mismo programa durante cinco semanas entre julio y agosto. También en 2022 tuvo un papel en el reparto la serie de éxito Propuesta laboral. En ella es Ha-min, el hermano menor de la protagonista Ha-ri (Kim Se-jeong) Además de su trabajo como actor, intervino con un tema de la banda sonora de la serie («You Are Mine»), interpretado junto con sus compañeros de Victon Seungsik y Sejun.
En abril de 2023 IST Entertainment anunció que Choi, junto con sus compañeros de Victon Do Han-se y Su-bin, no renovaría el contrato de representación con la agencia.

## Filmografía

### Series de televisión
| Año  | Título                      | Papel                    | Canal        | Notas                | Ref.          |
| ---- | --------------------------- | ------------------------ | ------------ | -------------------- | ------------- |
| 2015 | Vamos, atrévete             |                          | KBS2         | Cameo, ep. 1         | [ 16 ] [ 17 ] |
| 2020 | Live On                     | Kim Yoo-shin             | jTBC         | Personaje Principal  | [ 5 ] [ 18 ]  |
| 2021 | El afecto del rey           | Kim Ga-on / Kang Eun-seo | KBS2         | Personaje Principal  | [ 9 ] [ 19 ]  |
| 2022 | Propuesta laboral           | Shin Ha-min              | Netflix      | Personaje Secundario | [ 20 ]        |
| 2024 | Unknown Untitled Unmastered | Kim Eun Tae              | M2           | Personaje Principal  |               |
| 2025 | Love Phobia                 | Hong Baek Ho             | U+ Mobile TV | Personaje Principal  | [ 21 ]        |

### Espectáculos televisivos
| Año  | Título              | Función              | Canal | Notas                                 | Ref.          |
| ---- | ------------------- | -------------------- | ----- | ------------------------------------- | ------------- |
| 2016 | Hello Counselor     | Invitado             | KBS2  | Ep. 305                               |               |
| 2017 | King of Mask Singer | Juez                 | MBC   | Ep. 101-102 (5 y 19 de marzo)         |               |
| 2017 | Inkigayo            | Presentador          | SBS   |                                       |               |
| 2019 | Produce X 101       | Concursante          | Mnet  | Junto con Seungwoo                    | [ 5 ]         |
| 2019 | Ban Ban Show        | Presentador          | SBS   | 9 episodios                           |               |
| 2020 | Idol on Quiz        | Concursante          | KBS2  | Ep. 5 - junto con Jung Su-bin         | [ 22 ]        |
| 2022 | M Countdown         | Presentador especial | Mnet  | 20 de enero, 21 de julio-18 de agosto | [ 11 ] [ 12 ] |

## Discografía

### Banda sonora
| Año  | Canción     | Álbum                                     | Nota                                      |
| ---- | ----------- | ----------------------------------------- | ----------------------------------------- |
| 2024 | See U There | OST Pt.1 de "Unknown Untitled Unmastered" | Junto a Choi Yujin (Kep1er), Xion (Oneus) |

## Composiciones
| Año  | Canción                        | Artista | Nota |
| ---- | ------------------------------ | ------- | ---- |
| 2016 | What Time Is It Now?           | VICTON  |      |
| 2017 | Just Come (그냥 나오면 돼)     | VICTON  |      |
| 2017 | Have a Good Night (Stage ver.) | VICTON  |      |
| 2021 | Carry On                       | VICTON  |      |

## Modelaje

### Sesiones fotográficas
| Año  | Publicación        | Número | Fecha     | Ref.   |
| ---- | ------------------ | ------ | --------- | ------ |
| 2020 | First Look         | 207    | Noviembre | [ 23 ] |
| 2022 | Men's Health Korea |        | Febrero   | [ 24 ] |
| 2022 | First Look         | 238    | Mayo      | [ 25 ] |